# Боссе, Балтазар ван ден
Балтазар ван ден Боссе (нидерл. Balthasar van den Bossche; 1681 год, Антверпен — 8 сентября 1715 год, Антверпен) — фламандский живописец эпохи Барокко, работавший в историческом жанре, директор Антверпенской академии.

## Творчество
Его учителем был Джерард Томас, писавший фигуры, подобные тем, что создавал Давид Тенирс Младший, с той лишь разницей, что Томас помещал их в комнатах или кабинетах, украшенных вазами, бюстами и другими изысками. Поначалу Ван ден Боссе следовал этому пути в живописи, но, поскольку ему казалось странным изображать представителей мужского пола или ремесленников, играющих и пьющих в роскошно убранных палатах, он заменил моделей, и, как следствие, скоро нашлись желающие дорого заплатить за его работы. Современники ценили его картины выше Тенирсовых и ван-Остадовых.
Ван ден Боссе был членом антверпенской гильдии художников Святого Луки.
На его картинах изображались, большей частью, или скульпторы и живописцы с учениками в мастерских, обставленных моделями, вазами, бюстами, статуями и бронзами, или сцены высшего общества в богатых залах. Ван ден Боссе писал и портреты. Прославленный Мальборо, восхищённый произведениями этого художника, заказал у него конный портрет.
У Ван ден Боссе было много последователей. Его манера исполнения отличалась лёгкостью, отчётливостью, прекрасным колоритом, приятными лицами и рисунком, мастерски выписанными одеждами и тонкой передачи фактуры ткани.